# Espérance-Longdoz
Pour les articles homonymes, voir Espérance et Longdoz.
Espérance-Longdoz était une entreprise d'extraction de charbon et de production d'acier située dans la région de Liège en Belgique.
La société fusionne avec Cockerill-Ougrée-Providence en 1970 pour former Cockerill-Ougrée-Providence-Espérance Longdoz (connu sous le nom de Cockerill). En 1998, la société est achetée par Usinor qui fusionnera avec d'autres pour devenir Arcelor en 2002. Le groupe Arcelor fusionne avec Mittal Steel Company formant ArcelorMittal en 2006.
La production au Longdoz cesse dans la dernière partie du XXe siècle, le site de l'usine a été reconverti dans les années 2000 en un complexe commercial Médiacité, une partie des bâtiments de l'usine a été préservée afin de devenir le siège d'un musée industriel, la Maison de la métallurgie et de l'industrie.
Les aciéries, construites à Chertal dans les années 1960, sont toujours en activité (depuis 2010) et font partie du groupe ArcelorMittal, dans la division de Liège.

## Historique
En 1845-1846, les frères Dothée établissent une usine de fer-blanc au Longdoz à Liège,, puis en 1862-1863 les Dothée fusionnent leurs activités avec la Société anonyme des Hauts Fourneaux, Usines et Charbonnages de l'Espérance (fondée 1836) formant la Société des Charbonnages, Hauts Fourneaux et Laminoirs de l'Espérance. En 1877, la société cède son entreprise minière et devient la Société métallurgique d'Espérance-Longdoz,,.
Le procédé de galvanisation à chaud est introduit en 1881 par Paul Borgnet qui fonde plus tard le Phenix Works à Flémalle en 1911. En 1920, la société Evence Coppée & Cie acquiert la société,.
La société devient le plus grand producteur belge de tôle, pour atteindre un pic de production de 142 000 tonnes en 1948. Malgré cela, l'usine étant cernée par l'habitat, elle ne peut se développer. À partir de 1957, l'usine cesse le laminage à chaud de l'acier, et n'est utilisée que pour la finition de la tôle et la distribution.
En 1960, la société forme en consortium avec Allegheny Ludlum (en) un nouveau producteur d'acier inoxydable : Allegheny-Longdoz (en) à Genk, en Flandre.
En 1963, une nouvelle usine est construite sur l'île récupérée de Chertal, un terrain vierge sur un site inondable,, avec une capacité de 1,6 million de tonnes d'acier produit par le procédé LD. La fonte provenant des hauts fourneaux de Seraing puis également d'Ougrée était acheminée par train dans des wagons-torpilles,.
La société est vendue par Evence Coppée & Cie à Cockerill-Ougrée-Providence en 1970, pour former Cockerill-Ougrée-Providence-Espérance Longdoz (en abrégé Cockerill), qui devient Cockerill-Sambre en 1981, Usinor en 1998,, Arcelor en 2002 et finalement ArcelorMittal en 2006.

## Occupation actuelle

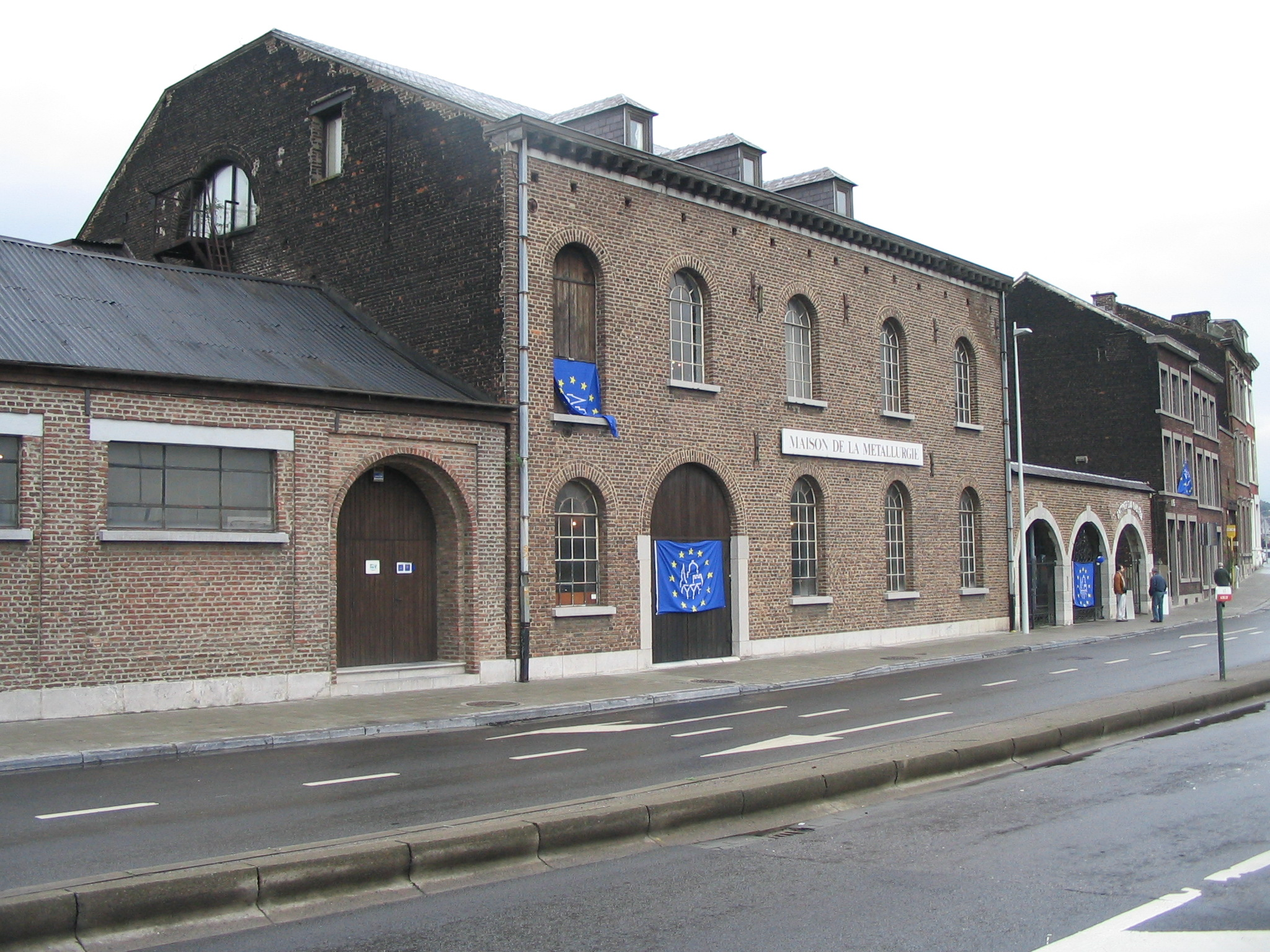
Ancienne partie de l'usine du Longdoz qui abrite la Maison de la métallurgie et de l'industrie

### Longdoz
En 2006, le terrain occupé par l'aciérie désaffectée au Longdoz est vendu afin de créer un complexe commercial et de loisirs connu sous le nom Médiacité,. Le complexe, accrédité BREEAM, ouvre ses portes le 21 octobre 2009.
Une partie des bâtiments de l'aciérie est préservé pour abriter le musée de la Maison de la métallurgie et de l'industrie qui a ouvert ses portes en 1963. Lorsque la production a été déplacée à Chertal, en 1971, la collection s'est enrichie par l'ajout de reliques de la société Cockerill. En 1976, le musée est légué à la ville de Liège. Le musée contient la reconstruction du premier haut fourneau belge, des machines à vapeur du XIXe siècle, ainsi que d'autres inventions industrielles historiquement importantes, comprenant le deuxième prototype de dynamo de Zénobe Gramme (1871) et une  des trois tabulatrices d’Herman Hollerith (1889),.

### Chertal
Les installations sur le site de Chertal, toujours en activité, fait partie de la division ArcelorMittal Liège. Le laminage à chaud est brièvement arrêté de mai à avril 2009 en raison du ralentissement économique provoqué par la crise financière de 2007-2010,.
L'aciérie était fournie par chemin de fer à l'aide de wagons-torpille d'une capacité de 130 tonnes, amenant la fonte en fusion à une température de 1 350° dans une cuve revêtue de briques réfractaires et d'une couche d'amiante. Le trajet parcouru par l'acier en fusion était de 22 km et des circulations depuis Charleroi, le Luxembourg et l'Allemagne ont également eu lieu. L'usine avait trois convertisseurs LD, des installations pour la désulfuration du fer et le traitement sous vide. La production, par coulée continue d'une capacité de 3,5 millions de tonnes par an, le produit principal est le coil d'acier jusqu'à 2 mètres de large.
En octobre 2011, ArcelorMittal annonce la fermeture de l'acier liquide (« phase à chaud ») de la production de sa division à Liège, y compris les hauts fourneaux de Seraing et une partie de l'usine de Chertal,.
À partir de 2012 à Chertal, seul le laminoir à chaud est toujours en activité. Il est fourni en tôle provenant d'autres sites de production d'ArcelorMittal. Son avenir est incertain. Le 11 janvier 2013, le laminoir est de nouveau mis à l'arrêt, « sous cocon » pour une période de six ans, et n'a pas redémarré depuis.
Après plus de 5 ans « sous cocon », il semble désormais que le site de Chertal est appelé à être redéveloppé et, sans doute, assaini. Une des pistes envisagées est l'extension du Port autonome de Liège. Une armada de wagons-torpilles, inutilisés depuis 2013, est désormais visible sur des voies de garage de part et d'autre du viaduc de la E40.
L'un des wagons-torpilles, construit en Allemagne par Demag en 1963, est désormais préservé. Après une restauration par le musée Train World, il sera exposé devant la Maison de la métallurgie et de l'industrie de Liège.

## Sources
- Suzanne Pasleau, « Caractéristiques des bassins industriels dans l'Eurégio Meuse-Rhin », Fédéralisme Régionalisme, no 3,‎ 2002-2003
- (en) André Mommen, The Belgian economy in the twentieth century, London/New York, Routledge, 1994, 266 p. (ISBN 0-415-01936-2, présentation en ligne)